# Séries de divisions de la Ligue nationale de baseball 2010

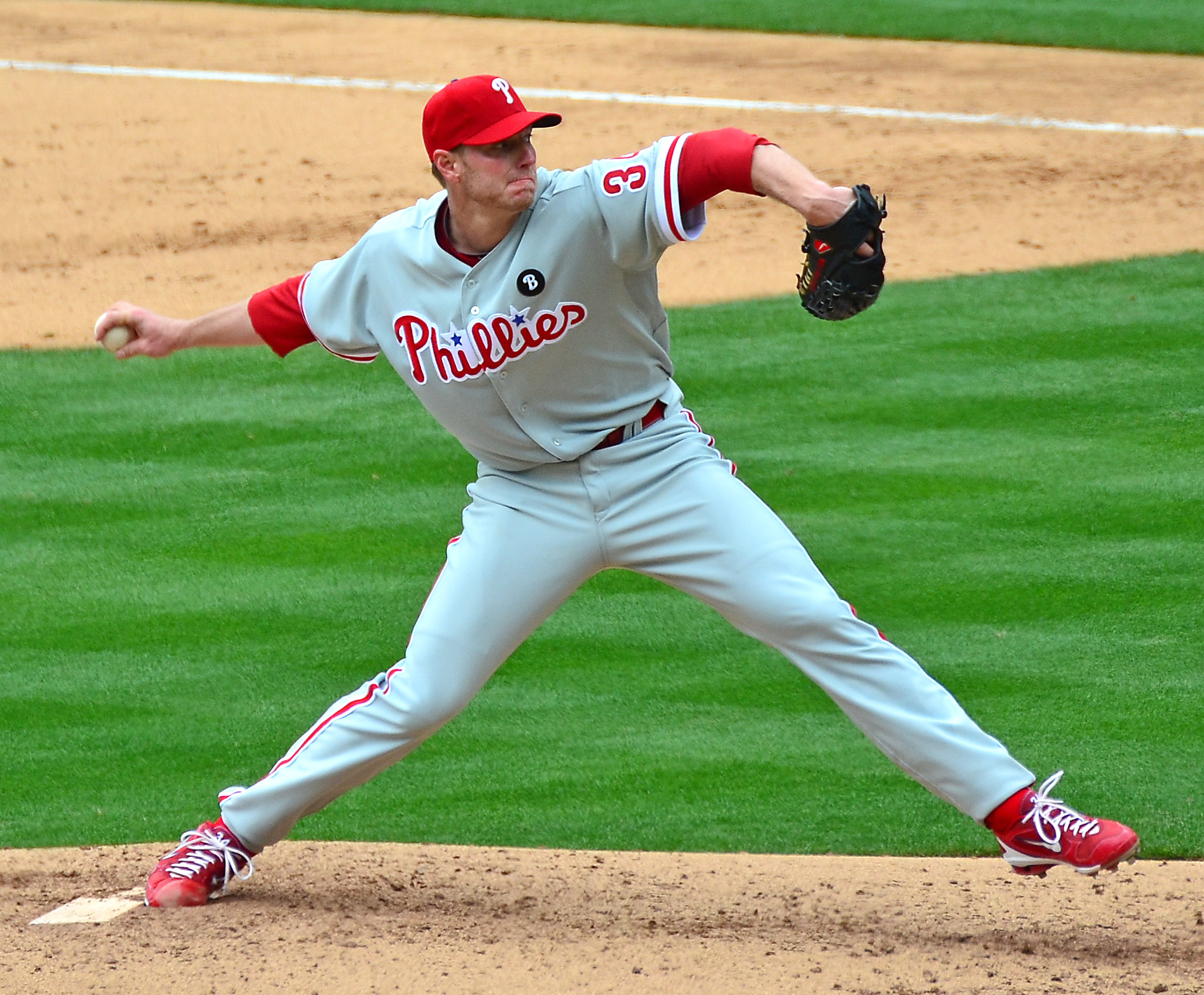
Roy Halladay lance un match sans point ni coup sûr pour Philadelphie le 6 octobre.

Les Séries de divisions de la Ligue nationale de baseball 2010 étaient deux séries éliminatoires de première ronde dans les Ligues majeures de baseball. Elles ont précédé la Série de championnat de la Ligue nationale et la Série mondiale 2010. 
Les Séries de divisions sont constituées de deux séries trois de cinq, opposant les champions des trois divisions de la Ligue nationale de baseball en 2010, ainsi qu'une équipe qualifiée comme meilleure deuxième. 
En 2010, cette ronde éliminatoire a débuté le mercredi 6 octobre et s'est terminée le lundi 11 octobre. Elle est marquée par le match sans point ni coup sûr historique de Roy Halladay, des Phillies de Philadelphie. Les Phillies et les Giants de San Francisco se qualifient pour la Série de championnat.

## Phillies de Philadelphie vs. Reds de Cincinnati
Les Phillies de Philadelphie ont remporté pour la quatrième année de suite le championnat de la division Est de la Ligue nationale. Après avoir traversé la saison 2009 sans encombre, les Phillies ont dû relever plusieurs obstacles en 2010, notamment les absences prolongées de plusieurs joueurs-clé en raison de blessures. En effet, seulement deux joueurs de position réguliers des Phillies n'ont pas, au cours de la saison, séjourné sur la liste des blessés. Néanmoins, grâce à une superbe fin de campagne, les Phillies ont devancé les Braves d'Atlanta par six parties en tête de la section Est et bouclé l'année avec 97 victoires contre 65 défaites, la meilleure fiche de tout le baseball. Ils amorcent la défense de leur titre de champions de la Ligue nationale et visent une troisième participation consécutive à la Série mondiale, ayant remporté les grands honneurs en 2008. Ils bénéficient de l'avantage du terrain pour la durée entière des éliminatoires 2010.
Après neuf saisons perdantes consécutives, les Reds de Cincinnati ont remporté leur premier championnat de la division Centrale en quinze ans et se sont qualifiés pour les séries pour la première fois depuis 1995. Les jeunes troupiers de Dusty Baker ont brillé toute la saison pour détrôner les Cardinals de Saint-Louis, seconds à cinq parties de la tête. Les Reds ont maintenu un dossier de 91-71, leur meilleur depuis la saison 1999.
En saison régulière 2010, Philadelphie a remporté cinq des sept parties jouées contre Cincinnati.

### Calendrier des rencontres
| Match | Date       | Visiteur                 | Hôte                     | Score |
| ----- | ---------- | ------------------------ | ------------------------ | ----- |
| 1     | 6 octobre  | Reds de Cincinnati       | Phillies de Philadelphie | 0 - 4 |
| 2     | 8 octobre  | Reds de Cincinnati       | Phillies de Philadelphie | 4 - 7 |
| 3     | 10 octobre | Phillies de Philadelphie | Reds de Cincinnati       | 2 - 0 |

### Match 1
Mercredi 6 octobre 2010 au Citizens Bank Park, Philadelphie, Pennsylvanie.
| Reds de Cincinnati                                                                                                  | 0 | 0 | 0 | 0 | 0 | 0 | 0 | 0 | 0 | 0 | 0 | 1 |
| Phillies de Philadelphie                                                                                            | 1 | 3 | 0 | 0 | 0 | 0 | 0 | 0 | X | 4 | 5 | 0 |
| Lanceurs partants : CIN : Edinson Volquez PHI : Roy Halladay Vic. : Roy Halladay (1-0) Déf. : Edinson Volquez (0-1) |   |   |   |   |   |   |   |   |   |   |   |   |

Le partant des Phillies, le vétéran Roy Halladay, passe à l'histoire à sa toute première sortie en carrière en séries éliminatoires. Halladay lance un match sans point ni coup sûr, le deuxième seulement de toute l'histoire en séries et une première depuis le match parfait de Don Larsen en Série mondiale 1956. L'as des Phillies rate d'ailleurs de peu le match parfait car il n'affronte qu'un frappeur de plus que le minimum de 27, ayant accordé un but-sur-balles en cinquième manche. Halladay est le cinquième lanceur des majeures à réussir deux matchs sans coup sûr la même saison et le premier à réussir des matchs sans coup sûr en saison régulière et en éliminatoires. Vainqueurs 4-0 à domicile, les Phillies prennent les devants dans la série.

### Match 2
Vendredi 8 octobre 2010 au Citizens Bank Park, Philadelphie, Pennsylvanie.
| Reds de Cincinnati | 1 | 1 | 0 | 1 | 1 | 0 | 0 | 0 | 0 | 4 | 6 | 4 |
| Phillies de Philadelphie | 0 | 0 | 0 | 0 | 2 | 1 | 3 | 1 | X | 7 | 8 | 2 |
| Lanceurs partants : CIN : Bronson Arroyo PHI : Roy Oswalt Vic. : José Contreras (1-0) Déf. : Aroldis Chapman (0-1) Sauv. : Brad Lidge (1) HRs : CIN : Brandon Phillips (1), Jay Bruce (1) |   |   |   |   |   |   |   |   |   |   |   |   |

Les Reds se forgent rapidement une avance de 4-0 contre Roy Oswalt dans le match #2, notamment grâce aux circuits en solo de Brandon Phillips et Jay Bruce. Mais Cincinnati, pourtant une des meilleures équipes du baseball en défensive durant la saison, commet plusieurs gaffes. Quatre erreurs mènent à cinq points non mérités marqués par les Phillies. Un attrapé raté de Bruce sur une balle frappée par Jimmy Rollins en septième manche permet aux Phillies de prendre définitivement les devants dans ce match, qu'ils remportent par la marque de 7-4.

### Match 3
Dimanche 10 octobre 2010 au Great American Ball Park, Cincinnati, Ohio.
| Phillies de Philadelphie | 1 | 0 | 0 | 0 | 1 | 0 | 0 | 0 | 0 | 2 | 8 | 1 |
| Reds de Cincinnati | 0 | 0 | 0 | 0 | 0 | 0 | 0 | 0 | 0 | 0 | 5 | 2 |
| Lanceurs partants : PHI : Cole Hamels CIN : Johnny Cueto Vic. : Cole Hamels (1-0) Déf. : Johnny Cueto (0-1) HRs: CIN : Chase Utley (1) |   |   |   |   |   |   |   |   |   |   |   |   |

Les Phillies ouvrent la marque en première manche lorsque Placido Polanco marque à la suite d'une erreur d'Orlando Cabrera, qui rate son relais sur une balle frappée par Jayson Werth. Ils ajoutent un point en cinquième sur un circuit en solo de Chase Utley. Cole Hamels s'occupe du reste au monticule pour Philadelphie, lançant un match complet et un jeu blanc au cours duquel il n'accorde que cinq coups sûrs aux Reds. Les Phillies balaient la série et passent en Série de championnat pour le troisième automne de suite.

## Giants de San Francisco vs. Braves d'Atlanta

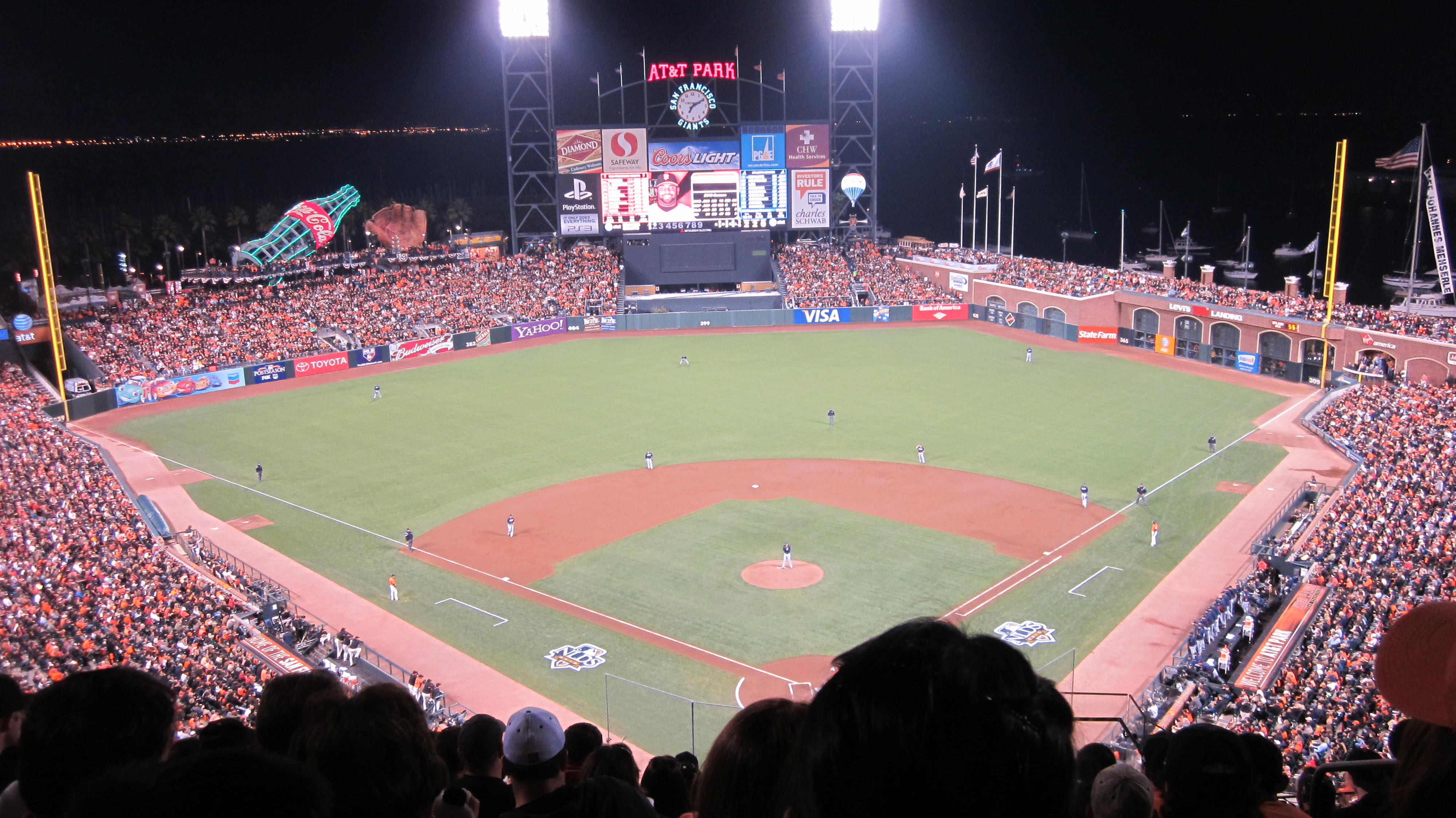
Deuxième match de la Série de division entre les Giants et les Braves au AT&T Park de San Francisco.

Après avoir joué avec le feu et concédé la victoire deux jours de suite aux Padres de San Diego, les Giants de San Francisco ont blanchi ceux-ci 3-0 au dernier jour de la saison régulière pour finalement obtenir la victoire nécessaire à leur conquête du titre de la division Ouest, une première pour eux depuis 2003. De retour en séries pour la première fois en sept ans, les Giants ont remporté le championnat avec une seule partie de priorité sur San Diego, qui avait pourtant surpris les observateurs et mené la division la majorité de la saison, jusqu'à un mois de septembre désastreux.
Les Braves d'Atlanta ont offert à leur gérant Bobby Cox, qui prend sa retraite après près d'un demi-siècle dans les Ligues majeures, une dernière chance de compétitionner pour la chance de jouer en Série mondiale. Au dernier jour de la saison 2010, les Braves se sont assuré une place de meilleur deuxième dans la Ligue nationale, l'emportant à domicile sur Philadelphie et voyant les Padres plus tard dans la journée être incapable de les rejoindre dans la course au quatrième as. Les Braves accèdent aux séries éliminatoires pour la première fois depuis que leur séquence record de 14 championnats de division consécutifs a pris fin avec un dernier titre en 2005.
San Francisco (92-70 en saison régulière) et Atlanta (91-71) se sont affrontés sept fois durant l'année, et les Braves ont eu le meilleur en remportant quatre de ces parties.

### Calendrier des rencontres
| Match | Date       | Visiteur                | Hôte                    | Score              |
| ----- | ---------- | ----------------------- | ----------------------- | ------------------ |
| 1     | 7 octobre  | Braves d'Atlanta        | Giants de San Francisco | 0 - 1              |
| 2     | 8 octobre  | Braves d'Atlanta        | Giants de San Francisco | 5 - 4 (11 manches) |
| 3     | 10 octobre | Giants de San Francisco | Braves d'Atlanta        | 3 - 2              |
| 4     | 11 octobre | Giants de San Francisco | Braves d'Atlanta        | 3 - 2              |

### Match 1
Jeudi 7 octobre 2010 au AT&T Park, San Francisco, Californie.
| Braves d'Atlanta                                                                                         | 0 | 0 | 0 | 0 | 0 | 0 | 0 | 0 | 0 | 0 | 2 | 2 |
| Giants de San Francisco                                                                                  | 0 | 0 | 0 | 1 | 0 | 0 | 0 | 0 | X | 1 | 5 | 0 |
| Lanceurs partants : ATL : Derek Lowe SF : Tim Lincecum Vic. : Tim Lincecum (1-0) Déf. : Derek Lowe (0-1) |   |   |   |   |   |   |   |   |   |   |   |   |

À sa première présence en carrière en éliminatoires, Tim Lincecum lance un match complet et un blanchissage, n'accordant que deux coups sûrs aux Braves. Il totalise de plus 14 retraits sur des prises, un record de franchise en match d'après-saison, dans cette victoire de 1-0 de San Francisco. Le seul point du match est marqué en quatrième manche sur un simple de Cody Ross qui pousse Buster Posey au marbre.

### Match 2
Vendredi 8 octobre 2010 au AT&T Park, San Francisco, Californie.
| Braves d'Atlanta | 0 | 0 | 0 | 0 | 0 | 1 | 0 | 3 | 0 | 0 | 1 | 5 | 11 | 0 |
| Giants de San Francisco | 3 | 1 | 0 | 0 | 0 | 0 | 0 | 0 | 0 | 0 | 0 | 4 | 10 | 2 |
| Lanceurs partants : ATL : Tommy Hanson SF : Matt Cain Vic. : Kyle Farnsworth (1-0) Déf. : Ramon Ramirez (0-1) HRs : ATL : Rick Ankiel (1) SF : Pat Burrell (1) |   |   |   |   |   |   |   |   |   |   |   |   |    |   |

Les Giants prennent les devants 3-0 d'un seul élan, le circuit de Pat Burrell en première manche, et ajoute un point en deuxième. Après avoir été blanchis pendant 14 manches, les Braves réussissent enfin à marquer contre San Francisco à la sixième manche. En huitième, une erreur des Giants en défensive et un double d'Alex Gonzalez permet à Atlanta de créer l'égalité. Rick Ankiel tranche le débat avec un circuit en 11e manche contre Ramon Ramirez, et les Braves l'emportent 5-4.

### Match 3
Dimanche 10 octobre 2010 à Turner Field, Atlanta, Géorgie.
| Giants de San Francisco | 0 | 1 | 0 | 0 | 0 | 0 | 0 | 0 | 2 | 3 | 8 | 0 |
| Braves d'Atlanta | 0 | 0 | 0 | 0 | 0 | 0 | 0 | 2 | 0 | 2 | 4 | 5 |
| Lanceurs partants : SF : Jonathan Sanchez ATL : Tim Hudson Vic. : Sergio Romo (1-0) Déf. : Craig Kimbrel (0-1) Sauv. : Brian Wilson (1) HRs: ATL : Eric Hinske (1) |   |   |   |   |   |   |   |   |   |   |   |   |

Jonathan Sanchez, à sa première sortie en éliminatoires, est brillant au monticule pour San Francisco : il lance un match sans point ni coup sûr jusqu'en sixième manche et quitte avec seulement deux coups sûrs alloué aux Braves en sept manches et un tiers et 11 retraits sur des prises. Pour Atlanta, le partant Tim Hudson est dominant et quitte avec son club ne tirant de l'arrière que par 1-0. En relève à Sanchez, Sergio Romo accorde un circuit de deux points à Eric Hinske qui place les Braves en avant 2-1.  Hinske égale un record avec son deuxième circuit réussi comme frappeur suppléant en carrière en séries éliminatoires. Mais en début de neuvième manche, le releveur Craig Kimbrel accorde un but-sur-balles à Travis Ishikawa et un simple à Freddy Sanchez. En relève à Kimbrel, Michael Dunn donne un simple à Aubrey Huff : Ishikawa croise le marbre pour créer l'égalité. Bobby Cox effectue un autre changement de lanceur, amenant Peter Moylan dans la rencontre. Il contraint Buster Posey à frapper un faible roulant vers le deuxième but, mais Brooks Conrad laisse bêtement passer la balle entre ses jambes. Il s'agit de sa troisième erreur de la partie. Sur le jeu, les Braves, qui n'étaient qu'à une prise de remporter la victoire, voient Freddy Sanchez marquer pour donner aux Giants une avance de 3-2. Brian Wilson lance en neuvième pour San Francisco et protège la victoire.

### Match 4
Lundi 11 octobre 2010 à Turner Field, Atlanta, Géorgie.
| Giants de San Francisco | 0 | 0 | 0 | 0 | 0 | 1 | 2 | 0 | 0 | 3 | 5 | 1 |
| Braves d'Atlanta | 0 | 0 | 1 | 0 | 0 | 1 | 0 | 0 | 0 | 2 | 7 | 2 |
| Lanceurs partants : SF : Madison Bumgarner ATL : Derek Lowe Vic. : Madison Bumgarner (1-0) Déf. : Derek Lowe (0-2) Sauv. : Brian Wilson (2) HRs : SF : Cody Ross ATL : Brian McCann (1) |   |   |   |   |   |   |   |   |   |   |   |   |

Tout comme ses coéquipiers Lincecum, Cain et Sanchez avant lui, Madison Bumgarner fait ses débuts en éliminatoires dans cette partie. Il quitte après la sixième manche, durant laquelle il accorde à Brian McCann le coup de circuit d'un point qui lance les Braves en avant 2-1. McCann répliquait ainsi à Cody Ross, des Giants, qui avait nivellé la marque dans la demi-manche précédente avec, lui aussi, un circuit en solo. Après avoir donné deux buts-sur-balles en septième, le partant des Braves Derek Lowe est remplacé par le releveur Peter Moylan. La défensive d'Atlanta cafouille sur une balle frappée par Juan Uribe et un point marque sur l'erreur de l'arrêt-court Alex Gonzalez. Le deuxième frappeur affronté par Jonny Venters, venu remplacer Moylan, est Cody Ross : il frappe un simple pour faire marquer Buster Posey. Atlanta place trois coureurs sur les buts dans les deux dernières manches, mais Brian Wilson réussit à s'en tirer et enregistre son second sauvetage de la série. Chacune des quatre parties entre Atlanta et San Francisco s'est soldée par la marge d'un seul point. L'élimination des Braves marque la fin de la carrière de Bobby Cox, qui prend sa retraite après avoir dirigé l'équipe pendant 25 saisons et l'avoir menée à 14 titres de division, 15 participations aux éliminatoires, cinq championnats de la Ligue nationale et un titre mondial. Les fans du Turner Field ovationnent Cox et les joueurs des Giants interrompent leurs célébrations pour rendre hommage et applaudir le gérant de leurs adversaires.

## Record
Les Phillies de Philadelphie ont établi un record pour le plus faible nombre de coups sûrs accordés à un adversaire dans une Série de division. Les Reds de Cincinnati ont en effet été limité à 11 coups sûrs par les lanceurs des Phillies au cours de ces trois parties. Leur moyenne au bâton n'a été que de ,124, soit 11 coups sûrs sen 89 apparitions officielles au bâton. Le précédent record des majeures appartenait aux Yankees de New York (13 coups sûrs accordés aux Rangers du Texas en Série de division 1998) et le précédent record de la Nationale était détenu par les Braves d'Atlanta (14 coups sûrs alloués aux Dodgers de Los Angeles en 1996).